# Tipula (Eumicrotipula) chacopata chacopata
Tipula (Eumicrotipula) chacopata chacopata is een ondersoort van de tweevleugelige Tipula (Eumicrotipula) chacopata uit de familie langpootmuggen (Tipulidae). De ondersoort komt voor in het Neotropisch gebied.